# Antonín Zimmer
Antonín Zimmer (21. ledna 1914 Třebenice – 15. září 1941 Andervenne) byl český palubní radiotelegrafista 311. československé bombardovací perutě.

## Život

### Před druhou světovou válkou
Antonín Zimmer se narodil 21. ledna 1914 v Třebenicích na Litoměřicku. Vychodil obecnou a měšťanskou školu a vystudoval obchodní akademii v Teplicích, kde i odmaturoval. Zde byl spolužákem Františka Fajtla. Prezenční vojenskou službu nastoupil v roce 1935 u 47. pěšího pluku v Mladé Boleslavi, kde absolvoval školu pro důstojníky v záloze. V roce 1936 byl převelen k pěšímu pluku 2 do Litoměřic a v roce 1937 nastoupil ke studiu na Vojenská akademie v Hranicích. Ta dokončil v roce 1938, kdy byl vyřazen jako poručík letectva. Následně sloužil u technické letky Leteckého pluku 2 v Olomouci.

### Druhá světová válka
Po německé okupaci opustil Antonín Zimmer 22. června 1939 ilegálně Protektorát Čechy a Morava a přes Polsko odešel do Francie, kde podepsal závazek do cizinecké legie. Dne 9. října 1939 byl přeřazen k letectvu jako pozorovatel, posléze jako palubní střelec. Do pádu Francie v červnu 1940 prodělával pouze výcvik, po něm se přes Bordeaux evakuoval do Spojeného království. Zde byl 2. srpna přijat do Royal Air Force a po radiotelegrafickém výcviku zařazen k 311. československé bombardovací peruti. První operační let absolvoval v červnu 1941 nad Boulogne-sur-Mer. Dne 15. září téhož roku se zúčastnil bombardování ponorkových doků v Hamburku ve stroji Vickers Wellington Mk.Ic R1015 KX-L pod velením Viléma Soukupa. Během zpátečního letu byl letoun sestřelen u vesnice Andervenne, žádný z členů posádky nepřežil. Všichni byli pohřbeni v nedalekém Lingenu, po skončení druhé světové války byly jejich ostatky přeneseny do společného hrobu na lesním válečném hřbitově v Reichswalde u Kleve.

## Ocenění

### Vyznamenání
- Československá medaile Za chrabrost před nepřítelem
- Československý válečný kříž 1939

### Posmrtná ocenění
- Antonín Zimmer byl in memoriam povýšen do hodnosti štábního kapitána a poté podplukovníka
- Antonínu Zimmerovi byla na školní budově v rodných Třebenicích odhalena pamětní deska
- Antonínu Zimmerovi byl v roce 2009 před jeho rodným domem v Třebenicích odhalen pomník zhotovený Pavlem Malým[1]
- V rodných Třebenicích byla po Antonínu Zimmerovi pojmenována jedna z ulic